# Phtisicidae
Phtisicidae är en familj av kräftdjur. Enligt Catalogue of Life ingår Phtisicidae i överfamiljen Phtisicoidea, ordningen märlkräftor, klassen storkräftor, fylumet leddjur och riket djur, men enligt Dyntaxa är tillhörigheten istället ordningen märlkräftor, klassen storkräftor, fylumet leddjur och riket djur. Enligt Catalogue of Life omfattar familjen Phtisicidae 3 arter. 
Phtisicidae är enda familjen i överfamiljen Phtisicoidea.
Kladogram enligt Catalogue of Life och Dyntaxa:
| Phtisicidae | \| \| Hemiproto \| \| \| \| \| \| Perotripus \| \| \| \| \| \| Phtisica \| \| \| \| |
|             | \| \| Hemiproto \| \| \| \| \| \| Perotripus \| \| \| \| \| \| Phtisica \| \| \| \| |
|             | Hemiproto                                                                           |
|             |                                                                                     |
|             | Perotripus                                                                          |
|             |                                                                                     |
|             | Phtisica                                                                            |
|             |                                                                                     |